# 빌럼 다윈
빌럼 다윈(Willem Duyn, 1937년 3월 31일 ~ 2004년 12월 4일)의 네덜란드의 가수, 배우이다. 
1958년 록 음악 밴드 "휘스커스(Whiskers)"의 보컬리스트 겸 기타리스트로 첫 데뷔하였고 1960년 록 음악 밴드 "제이 제이스(Jay-Jays)"의 보컬리스트 겸 기타리스트로 활동하였으며 1963년 영국에서 뮤지컬 배우로 데뷔하였고 이듬해 1964년 네덜란드에서 연극배우로 데뷔하였으며 1971년 혼성 2인조 보컬 음악 그룹 "마우스 앤 맥닐(Mouth & MacNeal)"의 리더이자 보컬리스트 겸 기타리스트로 활동하였는데 이 시기에 《Hello-A(헬로 아)》라는 곡으로 히트하였다.
2004년 12월 4일 심장마비로 사망했다.